# 143 f.Kr.

## Händelser

### Efter plats

#### Judeen
- Simon Mackabaios efterträder sin bror Jonatan som överstepräst och kung av Judeen

## Födda
- Marcus Antonius Orator, romersk politiker

## Avlidna
- Jonatan Mackabaios, överstepräst och kung av Judeen (dödad av Diodotos Tryfon)